# 索诺马县 (加利福尼亚州)
索诺马县（英語：Sonoma County）是美国加利福尼亚州的一个縣，县治圣罗莎是縣中最大的城市。根據2020年人口普查，共有人口48萬8,863人；人口比例白人約占81.6%、亚裔占3.07%、非裔占1.42%、印第安人占1.18%。

## 概述

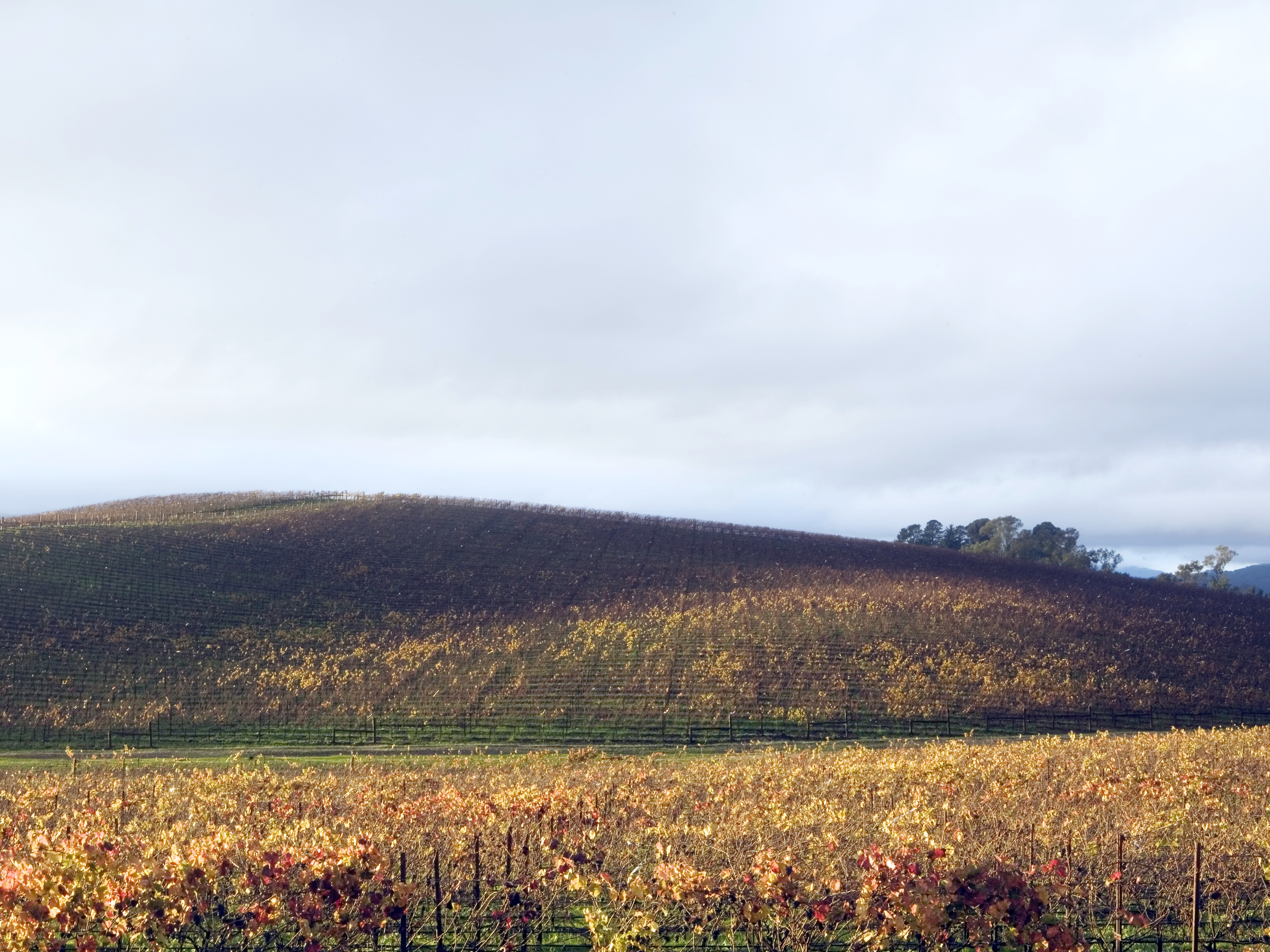
2006年的布利斯。可見圖中的山丘種滿葡萄樹。

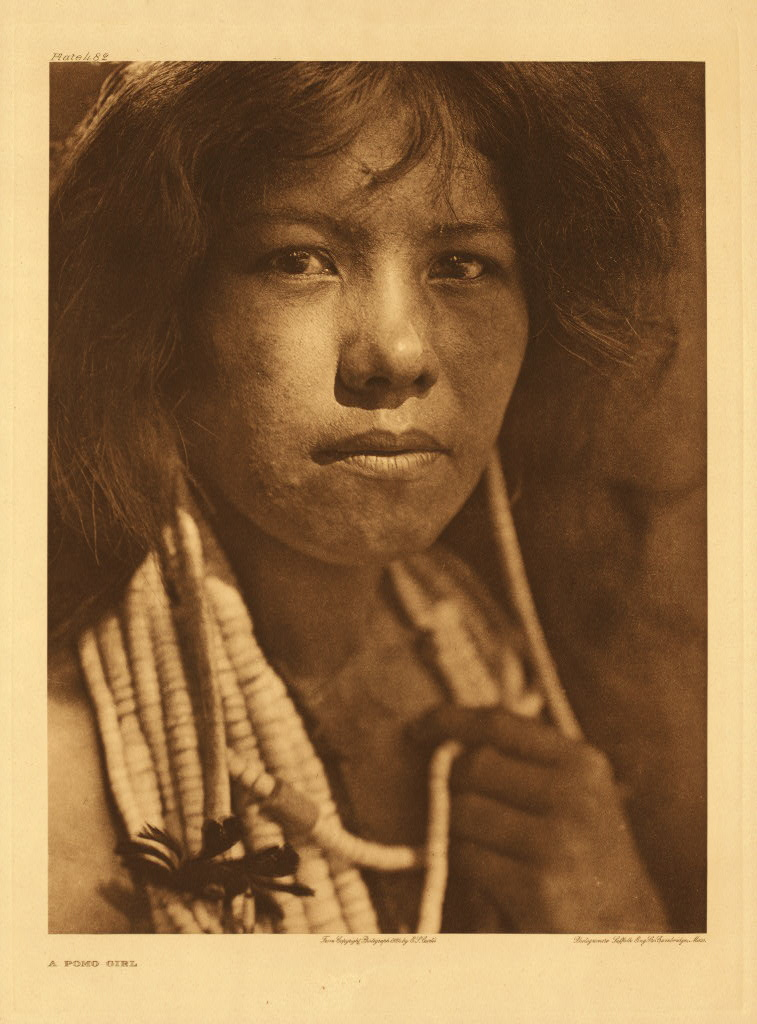
波莫女孩，选自爱德华·柯蒂斯於1924年著的《北美印第安人量 第14卷》。

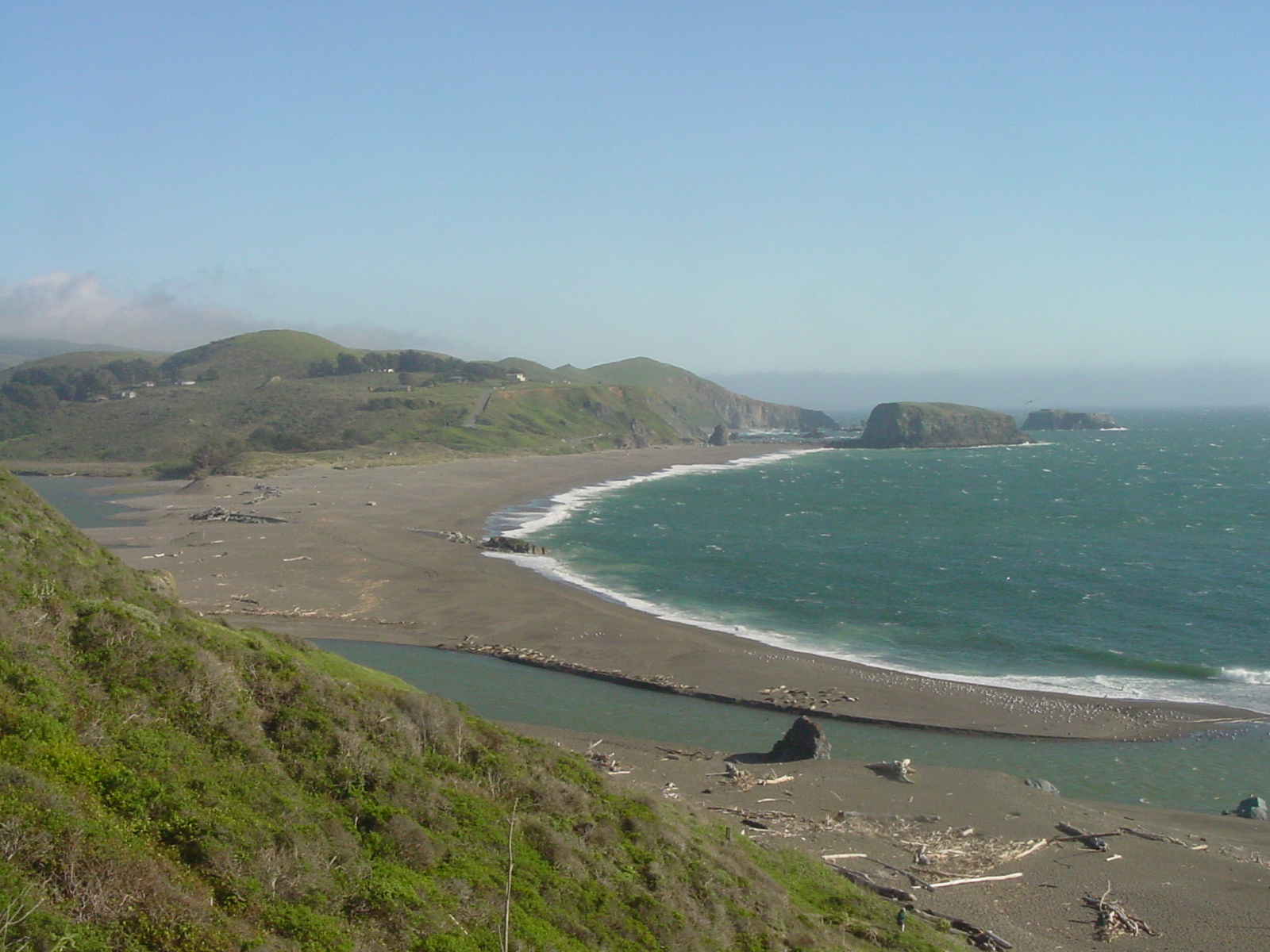
山羊岩滩

索诺马县是舊金山灣區的九個縣中面積最大和位置最北的一個縣。索诺马县亦是加州葡萄酒之乡中產酒量最高的一個縣份。而葡萄酒之乡的其他縣份則有纳帕县、门多西诺县和萊克縣。索诺马县擁有13個美國葡萄種植區，以及超过250家酒厂。
於2002年，索诺马县是全美农业產量第32多的縣份。早在1920年，索诺马县更加是全美农业產量第8多的縣份，並且領導著附近的家禽产品，啤酒花、葡萄、李子、苹果和乳制品生產。索诺马县能發展出如此興盛的農業，全因其大量的可耕地、肥沃的农田，以及大量的高质灌溉用水。因其美麗的風景每年有超过740万游客到訪索诺马县，並且每年在索诺马县消费超过十亿美元。索诺马縣立大学和圣罗莎初级学院亦位於索诺马县內。索诺马县亦擁有不少美國原住民部落的。
截至2007年，索诺马县拥有丰富的農耕用地，而現在這些土地都被分為兩個功用：葡萄種植和牧场。

## 歷史

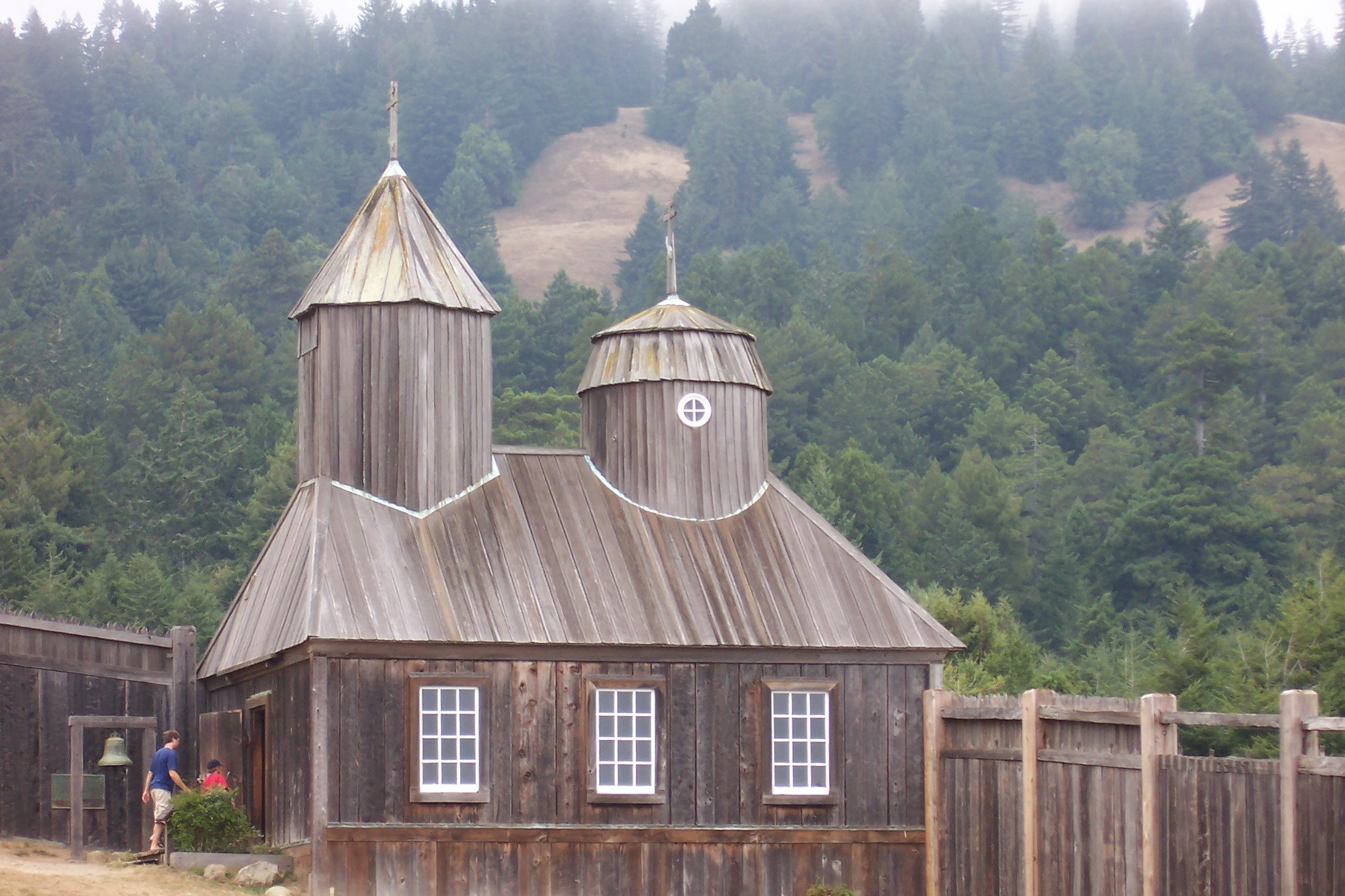
於1812年，俄羅斯人建造了罗斯堡。

波莫人、米沃海岸人和瓦坡人 是首批定居於索诺马县的人類。他們於公元前8000年至公元前5000年期間來到索诺马县一帶定居。而西班牙人、俄罗斯人和其他欧洲人則於16世紀至19世紀期間移居至索诺马县一帶，為了寻求木材、毛皮和农田。
俄羅斯人是首批於索诺马县建立永久殖民地的歐洲人。於1812年，俄美公司於索诺馬海岸建立了羅斯堡，並於附近定居。但是，俄羅斯人終究於1841年放棄定居於此的計劃，並將罗斯堡售予约翰·萨特，一個沙加緬度的移民和墨西哥土地承批人。
在索诺马县建於1823年的圣弗朗西斯科·索拉诺傳教堂是西班牙於加州的21個傳教堂中最後成立兼且位置最北的一個傳教堂。而索诺马兵营則是由马里亚诺·瓜达卢佩·瓦列霍將軍於1836年建造，目的是為了監視罗斯堡、维持與土著的交易、保護傳教士，以及分发土地予大庄园和牧场。索诺玛市亦是成立於於1846年的加利福尼亚共和国的首都。
索诺马县是於1850年伴隨著加利福尼亚州成立，而當時的縣治就是索诺玛市。可惜的是，索诺玛市於1850年代衰落，索诺玛市的的县立政府大樓更加摇摇欲坠，並且索诺玛市的位置相对偏远。因此，正在急速成長的佩塔卢马、圣罗莎和希尔兹堡成為了侯選新縣治。最後，圣罗莎於1854年成為縣治。
从1542年到现在，有六个国家曾經或正在擁有索诺玛县：
|  | 西班牙帝國於1542年由胡安·罗德里格斯·卡布里略提出領土要求，並且領土遠至俄羅斯河。這個領土要求於內1602年由塞巴斯蒂安·比斯卡伊诺正式生效。 |
|  | 英格蘭王國於1579年6月由法蘭西斯·德瑞克於博德加湾提出。                                                                                  |
|  | 西班牙帝國於1775年10月由胡安·弗朗西斯科提出，直至1821年，墨西哥獨立自西班牙為止。                                                       |
|  | 俄罗斯帝国，由俄美公司於羅斯堡成立後提出，效期為由1812年至1821年。於1821年，墨西哥奪去罗斯堡，但這些俄罗斯人到了1841年才離開。          |
|  | 墨西哥第一帝國於1821年8月24日由國王阿古斯汀一世提出，直至1823年，墨西哥第一帝国被推翻為止。                                             |
|  | 墨西哥合眾國，由1823年至1846年6月。 |
|  | 加利福尼亚共和国，由1846年6月至1846年7月9日。                                                                                           |
|  | 美利堅合眾國，由1846年7月9日至今。 |

索诺马县於1906年為舊金山大地震嚴重破壞。
此外，微软Windows XP操作系统的默认桌面壁纸《Bliss》于1996年由摄影师查爾斯·歐里爾在该县索诺马谷拍摄。蘋果公司於2023年6月5日發表的macOS Sonoma以此縣命名。

## 地理

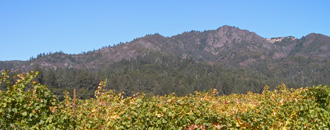
胡德山上的葡萄园。

據2000年人口普查，索诺马县總面積為1,768.23平方英里（4,579.7平方），其中有1,575.88平方英里（4,081.5平方），即89.12%為陸地；192.35平方英里（498.2平方），即10.88%為水域。

### 毗邻县
- 马林县：南方
- 门多西诺县：北方
- 萊克縣：東北方
- 纳帕县：東方
- 索拉诺县：东南方
- 康特拉科斯塔县：东南方

### 建制市镇
| 自治体（市/镇）                        | 成立年份 | 人口（2018） |
| -------------------------------------- | -------- | ------------ |
| 克罗弗戴尔（Cloverdale）               | 1872     | 8,878        |
| 科塔蒂（Cotati）                       | 1963     | 7,599        |
| 希尔兹堡（Healdsburg）                 | 1867     | 12,104       |
| 佩塔卢马（Petaluma）                   | 1858     | 61,917       |
| 罗内特帕克／罗内特公园（Rohnert Park） | 1962     | 43,753       |
| 圣罗莎／圣塔罗莎（Santa Rosa）         | 1868     | 177,586      |
| 塞瓦斯托波尔（Sebastopol）             | 1902     | 7,768        |
| 索诺玛／索诺马（Sonoma）               | 1883     | 11,248       |
| 温莎（Windsor）                        | 1992     | 27,849       |

## 人口
| 调查年 | 人口    | 备注 | %±       |
| ------ | ------- | ---- | -------- |
| 1850   | 560     |      | —        |
| 1860   | 11,867  |      | 2,019.1% |
| 1870   | 19,819  |      | 67.0%    |
| 1880   | 25,926  |      | 30.8%    |
| 1890   | 32,721  |      | 26.2%    |
| 1900   | 38,480  |      | 17.6%    |
| 1910   | 48,394  |      | 25.8%    |
| 1920   | 52,090  |      | 7.6%     |
| 1930   | 62,222  |      | 19.5%    |
| 1940   | 69,052  |      | 11.0%    |
| 1950   | 103,405 |      | 49.7%    |
| 1960   | 147,375 |      | 42.5%    |
| 1970   | 204,885 |      | 39.0%    |
| 1980   | 299,681 |      | 46.3%    |
| 1990   | 388,222 |      | 29.5%    |
| 2000   | 458,614 |      | 18.1%    |
| 2010   | 483,878 |      | 5.5%     |

### 2010年
根據2010年人口普查，索诺马县的人口是由371,412（76.8%）白人、7,610（1.6%）黑人、6,489（1.3%）土著、18,341（3.8%）亞洲人、1,558（0.3%）太平洋岛民、56,966（11.8%）其他種族以及21,502（4.4%）混血构成。而西班牙裔或拉丁美洲人則有120,430人（24.9%）

### 2000年
根據2000年人口普查，索诺马县擁有458,614居民、172,403住戶和112,406家庭。。其人口密度為每平方英里291居民（每平方公里112居民）。索诺马县擁有183,153間房屋单位，其密度為每平方英里116間（每平方公里45間）。
在172,403住户中，有31.9%擁有一個或以上的兒童（18歲以下）、50.3%為夫妻、10.4%為單親家庭、而有34.8%為非家庭。其中25.7%住户為獨居，10.0%為同居長者。平均每戶有2.60人，而平均每個家庭則有3.12人。在458,614居民中，有24.5%為18歲以下、8.8%為18至24歲、29.2%為25至44歲、24.9%為45至64歲以及12.6%為65歲以上。人口的年齡中位數為38歲，每100個女性就有97個男性。而每100個成年女性（18歲以上）則有94個成年男性。
索诺马县的住戶收入中位數為$53,076，而家庭收入中位數則為$61,921。男性的收入中位數為$42,035，而女性的收入中位數則為$32,022。索诺马县的人均收入為$25,724。約4.7%家庭和8.1%人口在貧窮線以下。